# Instituto Tecnológico de Querétaro
El Instituto Tecnológico de Querétaro (ITQ) es una institución pública de educación superior, enfocada a la ingeniería, localizada en la ciudad de Querétaro, México. 
Actualmente, el ITQ imparte 10 carreras a nivel licenciatura y 2 a nivel posgrado en las áreas de Ingeniería, Ciencias Sociales y Administrativas.  Forma parte de la Dirección General de Educación Superior Tecnológica (DGEST), de la Secretaría de Educación Pública de México. Está compuesto de dos campus, ubicados en diferentes puntos de la ciudad. 
El Instituto Tecnológico de Querétaro fue creado el 2 de enero de 1967 en las instalaciones de la Escuela Técnica Industrial n.º 59, antiguamente en predios del Cerro de las campanas.

## Información general
El Instituto Tecnológico de Querétaro es una institución pública federal dependiente de la Secretaría de Educación Pública. El periodo escolar de la licenciatura y del posgrado está estructurado por semestres.
La matrícula escolar en licenciatura está conformada por 5596 alumnos, de los cuales 3948 son hombres y 1648 son mujeres. En estudios de posgrado se conforma de 95 estudiantes.
La planta académica que atiende los programas de licenciatura se compone de 236 docentes, de los cuales 164 laboran tiempo completo, 15 medio tiempo y 57 por hora. Para estudios de posgrado, la planta académica es de 6 profesores; 2 de tiempo completo y 4 por hora.

## Oferta Educativa
El TecNM/ITQ oferta 10 licenciaturas. 8 licenciaturas se imparten en las instalaciones del campus centro, mientras que actualmente se imparte la Lic. de Arquitectura y la Ing. en Mecatrónica en el campus norte.

### Profesional
- Arquitectura
- Ingeniería Eléctrica
- Ingeniería Electrónica
- Ingeniería Industrial
- Ingeniería Mecánica
- Ingeniería Mecatrónica
- Ingeniería en Gestión Empresarial
- Ingeniería en Logística
- Ingeniería en Sistemas Computacionales
- Ingeniería de Materiales
- Ingeniería en Semiconductores

### Posgrado
- Maestría en Ingeniería (PNPC): (Automatización y Sustentabilidad, Materiales y Nanotecnología, Sistemas de Gestión Empresarial e Innovación)
- Doctorado en Ingeniería

## Laboratorios de estudio
- Laboratorio de Arquitectura (Campus Norte)
- Laboratorio de Cómputo
- Ingeniería Electrónica
- Ingeniería Industrial
- Ingeniería Mecánica
- Ingeniería Eléctrica
- Ingeniería Materiales
- Ingeniería Mecatrónica (Campus Norte)

## Bibliotecas
La institución cuenta con un total de 38679 volúmenes que incluyen libros, colecciones especiales y tesis, dividido en dos bibliotecas. La primera de ellas se ubica en el Instituto Tecnológico Campus Norte, donde se reúne la bibliografía de la carrera de Arquitectura. Esto incluye libros de arte, estilos, materiales, procesos constructivos, matemáticas, historia, arquitectura del mundo, y diseño, entre otros títulos. La segunda biblioteca se encuentra en el Instituto Tecnológico Campus Centro, reuniendo el resto de la bibliografía de las ingenierías de la institución.

## Cómputo
160 equipos de cómputo para el servicio del alumnado y 40 para el profesorado

## Convenios con organismos nacionales e internacionales
- Colaboración académica con la provincia Hebel de China
- Empresas del Grupo Industrial Mabe
- Colaboración académica con CONCYTEQ
- Fortalecimiento académico de IES del Estado de Querétaro
- Vinculación y colaboración académica con CIATEQ